# زامبزی

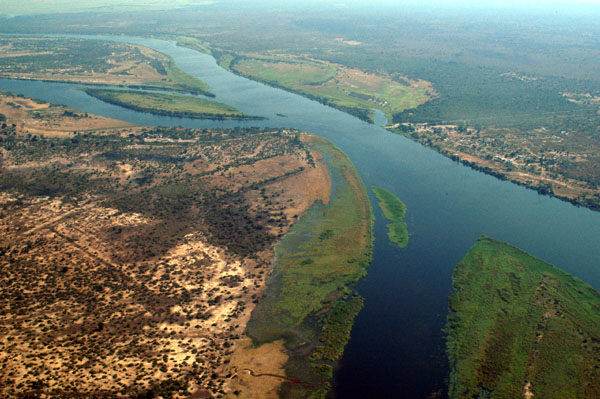
رود زامبزی در نقطه به‌هم‌رسی نامیبیا، زامبیا، زیمبابوه و بوتسوانا

زامبزی (به انگلیسی: Zambezi) نام رودخانه‌ای است که از نظر طول چهارمین رودخانه آفریقا به حساب می‌آید و بزرگترین رودخانه‌ای است که از آفریقا به اقیانوس هند می‌ریزد. مساحت آب‌خیز این رودخانه ۱.۳۹۰.۰۰۰ کیلومترمربع می‌باشد که کمی کمتر از نیم رود نیل می‌باشد. طول این رودخانه ۲۵۷۴ کیلومتر و سرچشمه آن از زامبیا می‌باشد و در مسیر خود از آنگولا، از مرزهای نامیبیا و بوتسوانا، برای دومین بار از زامبیا و از زیمبابوه می‌گذرد، در آخر به موزامبیک می‌رود که از آن‌جا به اقیانوس می‌ریزد.میانگین آبدهی آن ۳۴۰۰ متر مکعب بر ثانیه است

## نگارخانه

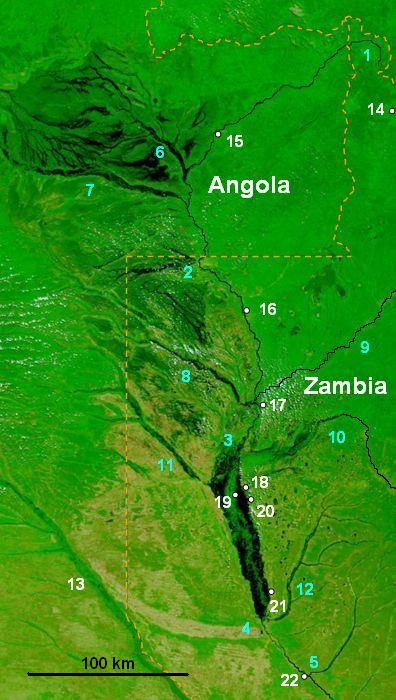
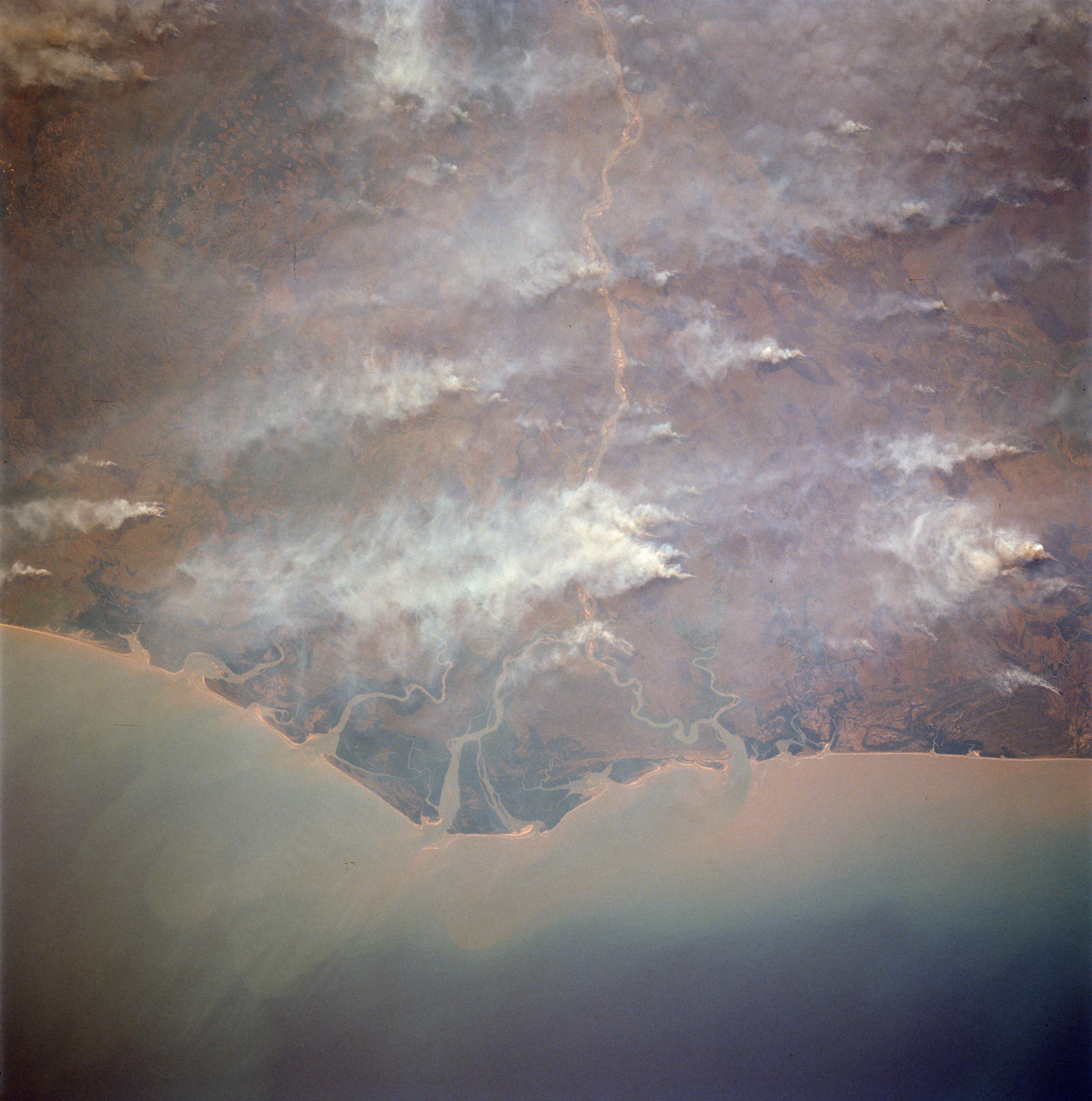
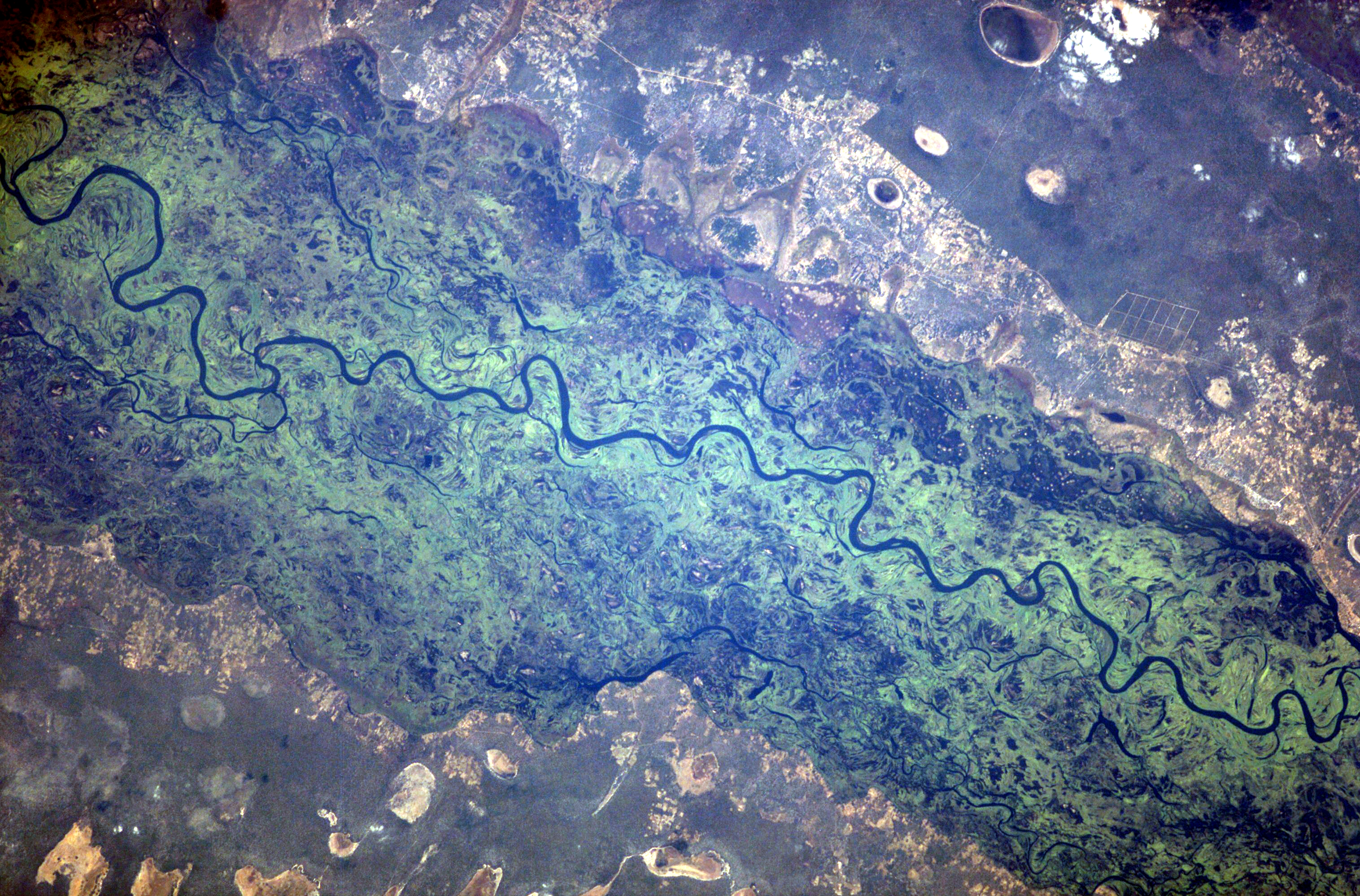
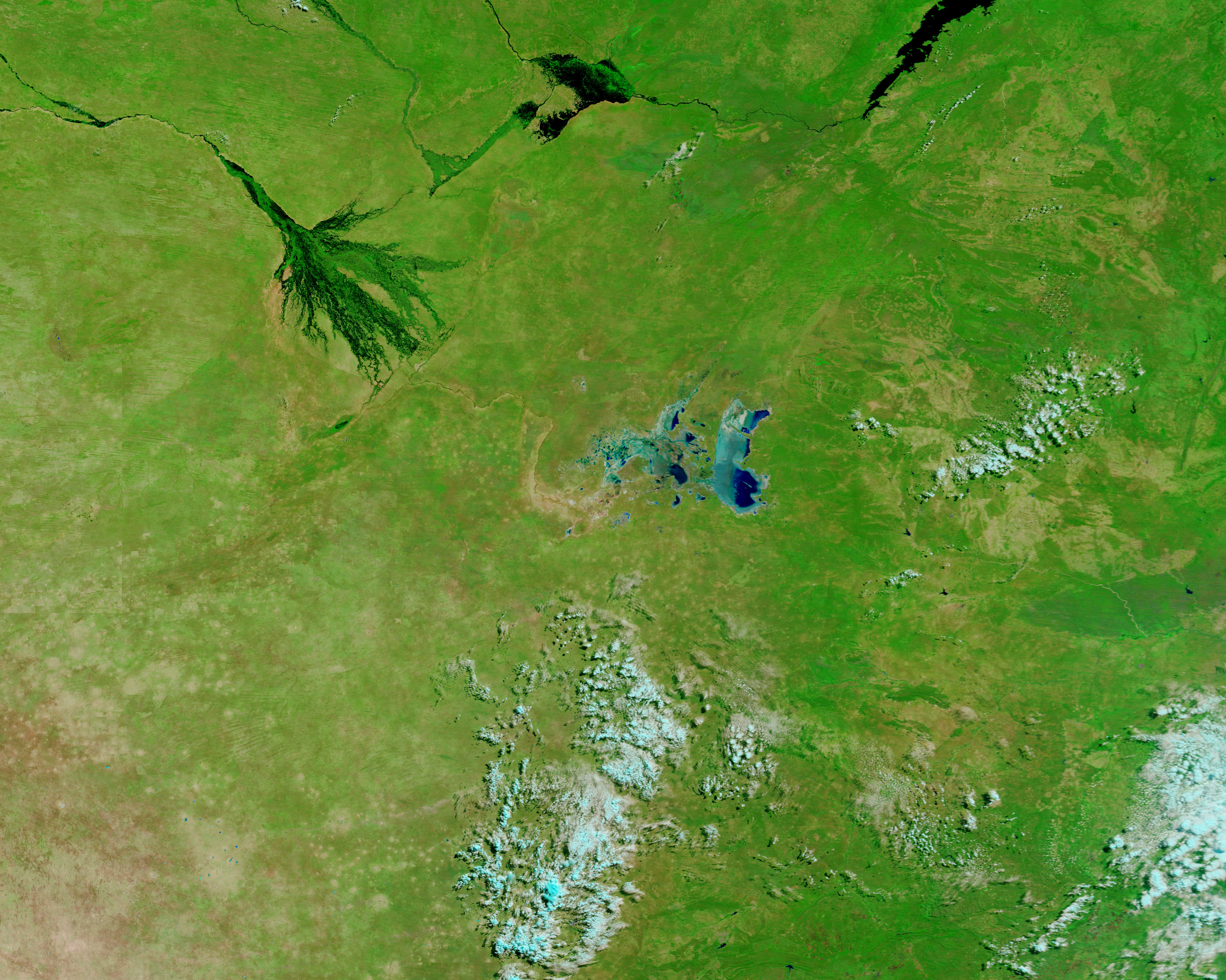
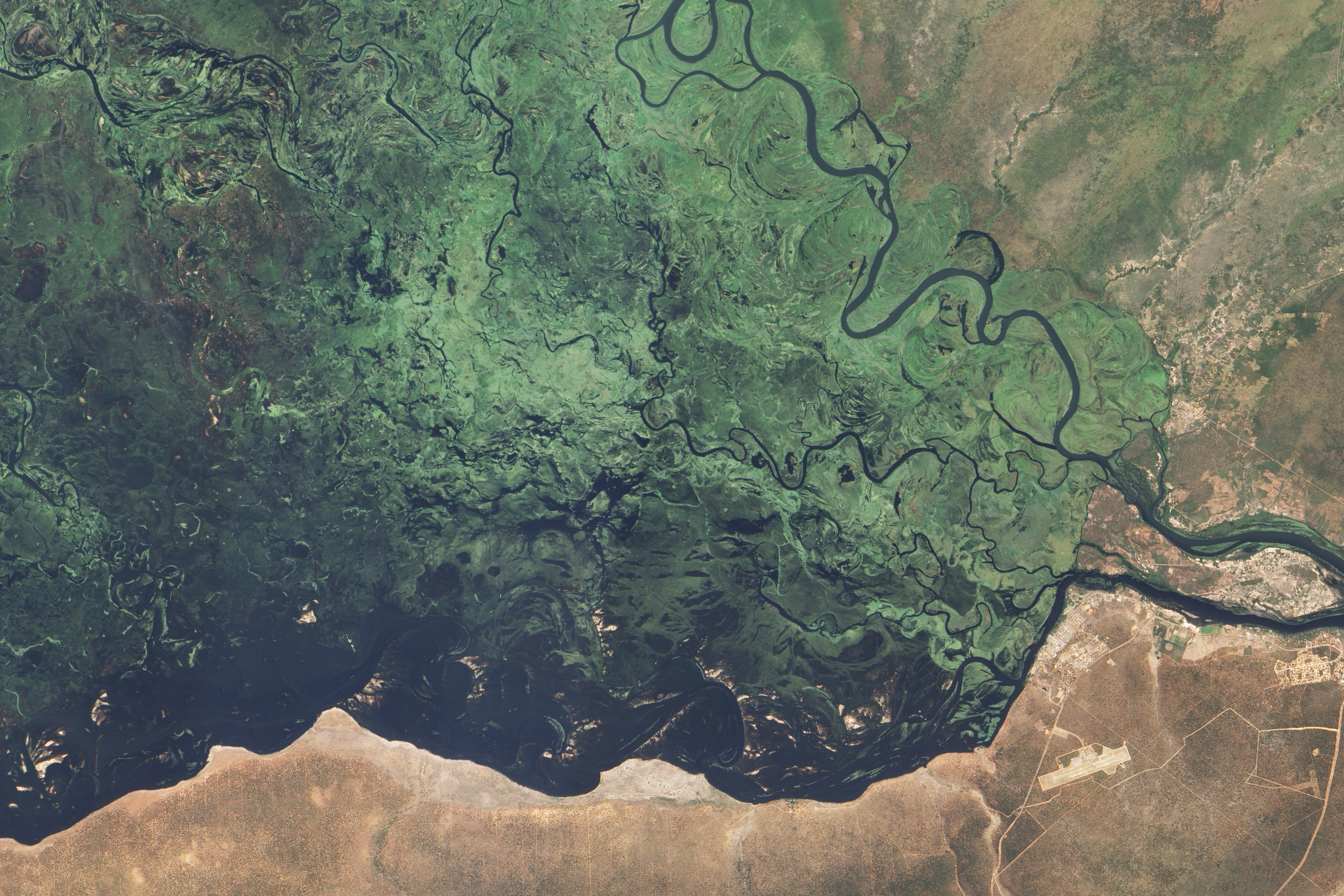